# Парлеза-Мала
Парлеза-Мала (пол. Parleza Mała, нім. Klein Parlösen) — село в Польщі, у гміні Біскупець Ольштинського повіту Вармінсько-Мазурського воєводства.
Населення — 460 осіб (2011).
У 1975-1998 роках село належало до Ольштинського воєводства.

## Демографія
Демографічна структура станом на 31 березня 2011 року:
|          | Загалом | Допрацездатний вік | Працездатний вік | Постпрацездатний вік |
| -------- | ------- | ------------------ | ---------------- | -------------------- |
| Чоловіки | 234     | 52                 | 165              | 17                   |
| Жінки    | 226     | 51                 | 141              | 34                   |
| Разом    | 460     | 103                | 306              | 51                   |